# پاراگونا (یوتا)
پاراگونا (به انگلیسی: Paragonah) شهری در ایالت یوتا کشور ایالات متحده آمریکا است که جمعیت آن در سرشماری سال ۲۰۱۰ میلادی ۴۸۸ نفر بوده‌است.